# Namibia na Mistrzostwach Świata w Lekkoatletyce 2023
Namibia na Mistrzostwach Świata w Lekkoatletyce 2023 – reprezentacja Namibii podczas mistrzostw świata w Budapeszcie liczyła trzech zawodników.

## Skład reprezentacji

### Mężczyźni
| Zawodnik              | Konkurencja | Finał   | Finał   | Źródło |
| Zawodnik              | Konkurencja | Wynik   | Pozycja | Źródło |
| --------------------- | ----------- | ------- | ------- | ------ |
| Tomas Hilifa Rainhold | maraton     | 2:23:36 | 54.     | [ 1 ]  |

| Zawodnik                | Konkurencja | Kwalifikacje | Kwalifikacje | Finał | Finał   | Źródło      |
| Zawodnik                | Konkurencja | Wynik        | Pozycja      | Wynik | Pozycja | Źródło      |
| ----------------------- | ----------- | ------------ | ------------ | ----- | ------- | ----------- |
| Chenoult Lionel Coetzee | skok w dal  | 7,55         | 29.          | NQ    | NQ      | [ 2 ] [ 3 ] |

### Kobiety
| Zawodniczka | Konkurencja | Finał   | Finał   | Źródło |
| Zawodniczka | Konkurencja | Wynik   | Pozycja | Źródło |
| ----------- | ----------- | ------- | ------- | ------ |
| Alina Armas | maraton     | 2:40:49 | 49.     | [ 4 ]  |